# AS Kalamu
El AS Kalamu es un equipo de fútbol de la República Democrática del Congo que juega en la Segunda División de Kinshasa, la segunda liga regional más importante del país.

## Historia
Fue fundado en la capital Kinshasa y han jugado en varias temporadas en la Linafoot, la máxima categoría del fútbol en le país, aunque no juegan en la máxima categoría desde la desaparición de Zaire.
Su época más exitosa ha sido en los años 1980s, en la que consiguieron sus 4 títulos más importantes, los cuales ganaron de manera consecutiva la Copa de Congo.
A nivel internacional han participado en 5 torneos continentales, en donde han tenido buenas participaciones, llegando a cuartos de final en 2 de sus presentaciones.

## Palmarés
- Copa de Congo: 4

1986, 1987, 1988, 1989

## Participación en competiciones de la CAF
| Temporada | Torneo          | Ronda            | Club                 | Casa | Visita | Global      |
| --------- | --------------- | ---------------- | -------------------- | ---- | ------ | ----------- |
| 1986      | Recopa Africana | 1                | Ferroviário de Huila | 3-1  | 0-0    | 3-1         |
| 1986      | Recopa Africana | 2                | AFC Leopards         | 3-1  | 1-1    | 4-2         |
| 1986      | Recopa Africana | Cuartos de final | Ismaily SC           | 2-0  | 0-3    | 2-3         |
| 1987      | Recopa Africana | 1                | Okwahu United        | 0-2  | 1-1    | 1-3         |
| 1988      | Recopa Africana | 1                | KCC                  | 1-0  | 1-0    | 2-0         |
| 1988      | Recopa Africana | 2                | AFC Leopards         | 2-0  | 1-4    | 2-5         |
| 1989      | Recopa Africana | 1                | UCSA Bangui          | 2-0  | 3-3    | 5-3         |
| 1989      | Recopa Africana | 2                | Etincelles FC        | 0-0  | 1-0    | 1-0         |
| 1989      | Recopa Africana | Cuartos de final | Bendel Insurance     | 0-2  | 0-1    | 0-3         |
| 1990      | Recopa Africana | 1                | Vital'O FC           | 1-1  | 1-1    | 2-2 (1-3 p) |